# Paecilaema luquillense
Paecilaema luquillense is een hooiwagen uit de familie Cosmetidae.